# PCO2

Molécula de dióxido de carbono.

pCO2, ou PaCO2, corresponde a pressão parcial de CO2 (gás carbônico) no sangue arterial e exprime a eficácia da ventilação alveolar, dada a grande difusibilidade deste gás.

## Valores
- Seus valores normais oscilam entre 35 a 45 mmHg.

- Se a pCO2 estiver menor que 35 mmHg, o paciente está hiperventilando, e se o pH (potencial hidrogeniônico) estiver maior que 7,45, corresponde a Alcalose respiratória.

- Se a pCO2 estiver maior que 45 mmHg, o paciente está hipoventilando, e se o pH estiver menor que 7,35, corresponde a Acidose respiratória[1][2].